# Gary Sprake
Gareth „Gary“ Sprake (* 3. April 1945 in Winch Wen; † 19. Oktober 2016) war ein walisischer Fußballtorhüter. Der 37-fache A-Nationalspieler war zwischen 1962 und 1973 Stammkeeper von Leeds United. Dort gewann er 1969 die englische Meisterschaft, zuvor 1968 den Ligapokal sowie zweimal den Messepokal (1968, 1971). Dabei machte er durch oft akrobatische Rettungsaktionen ebenso auf sich aufmerksam, wie durch seine gelegentlichen, aber weithin beachteten Fehlgriffe in einigen bedeutsamen Partien.

## Sportlicher Werdegang
Sprake wuchs im walisischen Swansea in einer Gegend auf, die auch den Nationaltorhüter Jack Kelsey beheimatete. Er eiferte diesem auf der Torwartposition nach und nach Einsätzen für die walisische Schülernationalmannschaft unterschrieb er im Mai 1962 bei Leeds United seinen ersten Profivertrag. Seinen Einstand hatte er da bereits als 16-Jähriger gegeben, nachdem Tommy Younger am 17. März 1962 kurzfristig im Vorfeld der Partie gegen den FC Southampton (1:4) erkrankt war. Nach kurzer Zeit eroberte er sich bei dem Verein einen Stammplatz und im November 1963 wurde er mit seinem ersten Länderspiel für Wales gegen Schottland zum jüngsten walisischen Nationaltorhüter. Bis 1975 sammelte er schließlich insgesamt 37 Länderspiele an; dazu kamen fünf Auftritte für die U-23-Nachwuchsauswahl.
Seine Spielweise zeichnete sich oft durch spektakuläre Rettungsaktionen aus, aber gleichsam blieben auch einige Fehlgriffe in wichtigen Partien in Erinnerung. Als er in der Saison 1963/64 zum Stammspieler heranreifte, sorgte er mit beständig guten Leistungen mit dafür, dass die Zweitligameisterschaft gewonnen und damit der Aufstieg in die Erstklassigkeit realisiert wurde. In der darauf folgenden Spielzeit 1964/65 verpasste er nur eine Pflichtpartie in Liga und FA Cup zusammen. Dabei stand er mit Leeds in beiden Wettbewerben jeweils knapp vor einem Titelerfolg, bevor Manchester United aufgrund des besseren Torquotienten die englische Meisterschaft und der FC Liverpool das Pokalhalbfinale nach Verlängerung für sich entschied. Gegen Liverpool kassierte er zwei Jahre später einen ersten von ihm massiv selbst verschuldeten und gleichsam „berüchtigten“ Treffer, als er den Ball zu seinem Mitspieler Terry Cooper abwerfen wollte, die Aktion aber mittendrin abbrach und sich dadurch den ihm entgleitenden Ball ins eigene Tor legte. Die Stadionmusik in Liverpool verballhornte Sprake schließlich damit, dass der Song „Careless Hands“ von Des O’Connor gespielt wurde. Den neuen Spitznamen wurde Sprake anschließend auch nicht mehr los und die 2006 veröffentlichte Autobiografie trug ebenfalls den Namen „Careless Hands“. Dessen ungeachtet zeigte er sich in den entscheidenden Momenten der Saison 1967/68 nervenstark, als er sowohl im Endspiel des Ligapokals gegen den FC Arsenal (1:0) als auch in den beiden Finalpartien des Messepokals (1:0, 0:0) gegen Ferencváros Budapest eine „weiße Weste“ behielt. Eine besondere Genugtuung war für ihn 1969 beim Gewinn der englischen Meisterschaft das wichtige Remis in Liverpool auf dem Weg zum Ligatitel, bei dem er ebenfalls keinen Gegentreffer kassierte.
Im Jahr 1970 spielte Sprake mit Leeds lange um ein „Triple“ aus englischer Meisterschaft, FA Cup und Europapokal der Landesmeister mit, gewann am Ende jedoch keinen einzigen Titel. Dabei blieb ein erneuter Fehlgriff von Sprake im FA-Cup-Endspiel gegen den FC Chelsea in Erinnerung. Nach einer frühen 1:0-Führung für Leeds ließ der „Unglücksrabe“ einen harmlosen Schuss von Peter Houseman kurz vor der Halbzeit durch seine Arme gleiten. Zwar war der Platz in einem äußerst schlechten Zustand gewesen – nur wenige Tage zuvor hatte im Wembley-Stadion die „Horse of the Year Show“ stattgefunden –, aber nach Expertenmeinung hätte ein Torhüter seines Formats den fraglos tückisch holpernden Ball parieren müssen. In der zweiten Halbzeit erzielten beiden Teams noch jeweils einen Treffer und am Ende trennte man sich mit einem Remis. Für das folgende Wiederholungsspiel nahm Trainer Don Revie Sprake anlässlich einer Knieverletzung aus dem Tor und ersetzte ihn durch David Harvey, der eine fehlerfreie Partie ablieferte, aber die 1:2-Niederlage auch nicht abwenden konnte. Obwohl Sprake in den beiden folgenden Jahren weiter die „Nummer 1“ blieb und er 1971 ein weiteres Mal den Messepokal gewann, hafteten ihm fortan die vorangegangenen Pannen deutlich an und in der Schlussphase der Saison 1971/72 wurde er schließlich und endgültig von Harvey verdrängt. Dadurch verpasste er auch die Teilnahme an dem gewonnenen FA-Cup-Finale 1972 gegen den FC Arsenal (1:0), in dem Harvey wiederum mit einer äußerst guten Leistung überzeugte. Kurze Zeit später kritisierte Sprake seinen Trainer öffentlich, wodurch sich sein Ansehen wiederum bei Revie und auch den Mitspielern sowie den eigenen Anhängern verschlechterte. Nur noch einmal kam er 1973 zum Einsatz, bevor er für die Ablösesumme von 100.000 Pfund zu Birmingham City wechselte.
Eine Rückenverletzung sorgte jedoch rasch für ein vorzeitiges Karriereende im Alter von nur 30 Jahren. Verantwortlich dafür war vorrangig ein Blutgerinnsel in seinem Rücken gewesen, das im Rahmen einer Spondylodese behandelt werden musste. Nach dem Rückzug aus dem Fußballgeschäft machte Sprakes durch ein Interview mit dem Daily Mirror Schlagzeilen, in dem er Revie vorwarf, sich an Spielmanipulationen beteiligt zu haben. Das führte unter anderem zu einem endgültigen Bruch mit seinen ehemaligen Mannschaftskameraden, die stets mit Revie eine eingeschworene Gemeinschaft auch über das Spielfeld hinaus gebildet hatten. Später warf er darüber hinaus Leeds United vor, für seine chronischen Rückenprobleme verantwortlich zu sein, da ihm während der aktiven Zeit regelmäßig Cortisonspritzen injiziert worden seien. Dadurch wurde er in Leeds quasi zu einer „Persona non grata“ und aus der erfolgreichen Meisterelf wurde er in Bezug auf eine spätere Einbindung komplett außen vor gelassen. Erst nach der Veröffentlichung seiner 2006 verfassten Autobiografie „Careless Hands: The Forgotten Truth of Gary Sprake“ suchte mit Eddie Gray wieder ein ehemaliger Teamkollege die Kontaktaufnahme mit Sprake.

## Titel/Auszeichnungen
- Englische Meisterschaft (1): 1969
- Englischer Ligapokal (1): 1968
- Charity Shield (1): 1969
- Messepokal (2): 1968, 1971